# Physarieae
Physarieae es una tribu de plantas pertenecientes a la familia Brassicaceae. El género tipo es Physaria (Nutt. ex Torr. & A. Gray) A. Gray

## Géneros
Según GRIN
- Dimorphocarpa Rollins ~ Dithyrea Harv.
- Dithyrea Harv.
- Greggia A. Gray = Nerisyrenia Greene
- Lesquerella S. Watson =~ Physaria (Nutt. ex Torr. & A. Gray) A. Gray
- Lyrocarpa Hook. & Harv.
- Nerisyrenia Greene
- Parrasia Greene = Nerisyrenia Greene
- Paysonia O’Kane & Al-Shehbaz
- Physaria (Nutt. ex Torr. & A. Gray) A. Gray
- Synthlipsis A. Gray